# Fritz Reinhardt (membre SS)
Pour les articles homonymes, voir Fritz Reinhardt et Reinhardt.

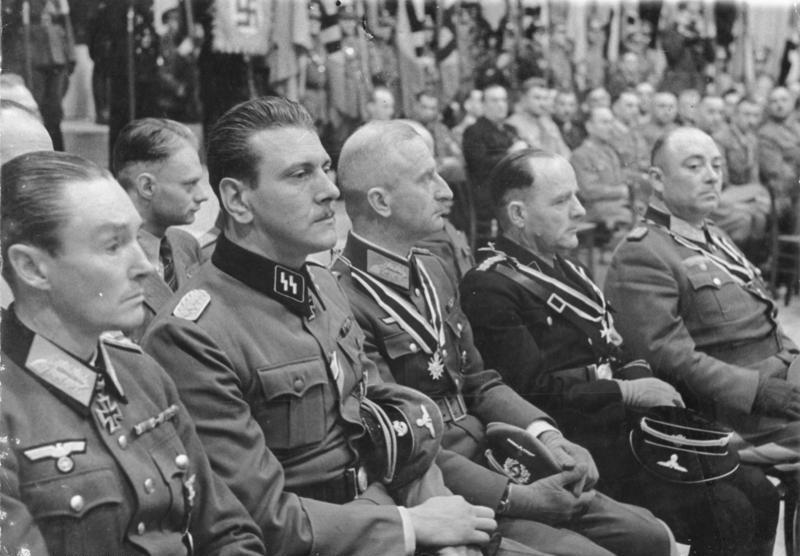
Fritz Reinhardt (au premier plan, troisième à partir de la gauche) au palais des sports de Berlin, le 3 octobre 1943, lors de la réception de sa croix de chevalier de l’ordre de la croix de guerre.

Fritz Reinhardt (né le 27 septembre 1898 à Cassel, mort le 30 septembre 1965 à Stade) est un fonctionnaire SS allemand et témoin au procès de Nuremberg.

## Biographie
Reinhardt reçoit une formation d'agronome. De 1916 à 1918, il participe à la Première Guerre mondiale et reçoit la croix de fer 2e classe. Après avoir passé l'examen d'État, il devient responsable de la Chambre d'Agriculture de Halle.
Vers 1929, Reinhardt rejoint le NSDAP (numéro de membre 109707) et le 15 septembre 1935, la SS (numéro membre 166846).
En 1934, il travaille comme assistant du secrétaire d'État Herbert Backe au ministère de l'Alimentation. Par ailleurs, il est promu au sein du RuSHA.
De 1935 à 1937, il est directeur général de la chambre d'agriculture du Schleswig-Holstein et devient référent personnel de Gustav Behrens (de).
Au début de la Seconde Guerre mondiale, Reinhardt est convoqué en tant que chef de file spéciale de l'armée et réaffecté à l'intendance générale. Après l'occupation allemande de la France pendant l'été 1940, il est nommé chef adjoint de l'administration militaire à la tête du service "de l'agriculture et de l'alimentation" au sein du commandement militaire en France jusqu'en automne 1944.
À la fin de la guerre, il est fait prisonnier des Alliés. Il est alors interrogé en tant que témoin au procès de Nuremberg. Durant la dénazification, il est interné à Kornwestheim.

## Source, notes et références
1. ↑  Liste der Zeugen bei den Nürnberger Prozessen (PDF-Datei; 182 kB)
2. ↑  Bestand EL 903/3: Spruchkammer der Interniertenlager: Verfahrensakten des Lagers 75, Kornwestheim, Ludendorffkaserne beim Landesarchiv Baden-Württemberg.

- (de) Cet article est partiellement ou en totalité issu de l’article de Wikipédia en allemand intitulé « Fritz Reinhardt (SS-Mitglied) » (voir la liste des auteurs).